# Ulrich Förstner
Ulrich Förstner (* 26. Februar 1940 in Albstadt-Ebingen) ist ein deutscher Wissenschaftler, emeritierter Professor und Buchautor auf dem Gebiet der Umweltschutztechnik.

## Werdegang
Nach dem Studium und der Promotion der Geologie und Mineralogie an der Universität Tübingen arbeitete er ab 1967 als wissenschaftlicher Mitarbeiter, Dozent und später apl. Professor an der Fakultät für Geowissenschaften der Universität Heidelberg am Institut für Sedimentforschung von German Müller.
Ab 1982 leitete er als Professor den neu gegründeten Arbeitsbereich Umweltschutztechnik (jetzt Institut für Umwelttechnik und Energiewirtschaft) an der TU Hamburg-Harburg.
Sein Forschungsgebiet umfasst verschiedene Schwerpunktthemen im Bereich des Gewässer- und Bodenschutzes. In diesem Themenkomplex war er an über fünfzig Forschungsprojekten beteiligt und hat seine Forschung in zahlreichen Artikeln und über 16 Büchern veröffentlicht. Seine Monographie Umweltschutztechnik gilt als Klassiker sowohl als Lehrbuch wie auch als Nachschlagewerk.
Für seine Pionierarbeit auf dem Gebiet des Gewässerschutzes wurde er mit dem Vollenweider Lectureship Prize des kanadischen National Water Research Institute ausgezeichnet.
Er wurde im Jahr 2005 emeritiert, ist seitdem aber noch als Fachbuchautor, Gutachter und Editor aktiv. Er ist Mitglied der Deutschen Akademie der Technikwissenschaften (Acatech) und der Sächsischen Akademie der Wissenschaften. 2016 wurde Ulrich Förstner von der   Deutschen Mineralogischen Gesellschaft mit der Georg Agricola‐Medaille ausgezeichnet.
Ulrich Förstner ist verheiratet und hat fünf Kinder.

## Belege
1. ↑  Autoreninformation beim Springer Fachbuchverlag
2. ↑  Homepage von Ulrich Förstner an der Technischen Universität Hamburg-Harburg
3. ↑  Informationen über Ulrich Förstner bei ResearchGate
4. ↑  Buchserie "Environmental Science and Engineering" beim Springer Fachbuchverlag
5. ↑  DMG

| Personendaten    | Personendaten                              |
| ---------------- | ------------------------------------------ |
| NAME             | Förstner, Ulrich                           |
| KURZBESCHREIBUNG | deutscher Forscher für Umweltschutztechnik |
| GEBURTSDATUM     | 26. Februar 1940                           |
| GEBURTSORT       | Albstadt-Ebingen                           |